# 승모근

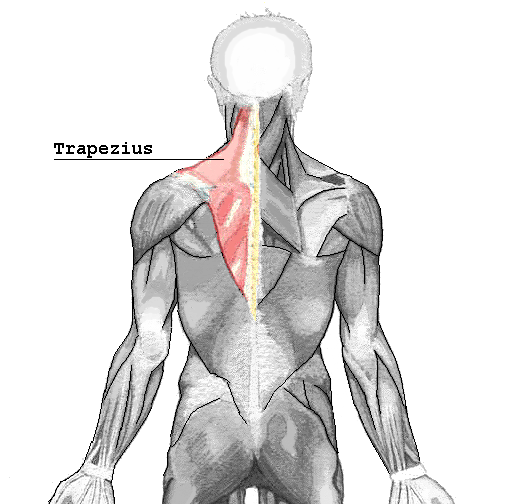

승모근(trapezius)은 뒤통수뼈에서부터 척추의 아래등뼈로까지 세로로 이어지는, 측면으로는 어깨뼈 척추까지 이어지는 한 쌍의 커다란 표면 근육이다. 어깨뼈를 움직이며 팔을 지탱한다. 등세모근이라고도 한다.
승모근은 3가지 기능적 부분으로 나뉜다: 윗부분은 팔의 무게를 지탱한다. 중간부분은 어깨뼈를 들인다. 아랫부분은 어깨뼈를 내리고 회전시키는 역할을 한다.

## 기능
승모근 수축(contraction)은 두 가지 효과가 있다. 척추 기시점이 안정되면 견갑골 움직임, 그리고 견갑골이 안정될 때 척추 움직임이 그것이다. 주 기능은 견갑골 안정화와 움직임이다.

### 견갑골 움직임
상부섬유는 견갑골을 상승(elevate)하고 중간섬유는 견갑골을 퇴축(retract)하며 하부섬유는 견갑골을 하강(depress)시킨다.
견갑골 변형에, 승모근은 견갑골 회전(rotation)을 유도한다. 상부섬유와 하부섬유는 흉쇄관절(胸鎖關節, sternoclavicular articulation) 주위 견갑골을 회전시켜서 견봉(肩峰, acromion)과 하각(inferior angle)이 위로 움직이고, 내연(medial border)은 아래로 움직인다(상방회전upward rotation). 상부섬유와 하부섬유는 견갑골 상방회전(upward rotation)을 하는 전거근(serratus anterior)과 함께 작동하며, 견갑거근(levator scapulae)과 능형근(rhomboids)에 길항하며 작동하는데, 이는 하방회전(downward rotation)에 영향을 준다.
승모근 기능 예시로는 오버헤드 프레스(overhead press)가 있다. 함께 활성화하면 상부섬유와 하부섬유도 중간섬유(middle fiber)를 돕는다. (능형근과 같은 다른 근육들과 함께 견갑골 퇴축(retraction)과 내전(adduction)을 한다.)
또한 승모근은 관절와(glenoid)를 상회전(upward rotation)하여 90도 이상 어깨 외전(abduction)을 돕는다. 뇌신경 XI(cranial nerve XI) 부상은 어깨를 90도 위로 외전하는 것을 약화시킨다.

### 척추운동
견갑골 양측이 안정되면, 양측의 동시수축(co-contraction)은 목을 신전(extend)시킬 수 있다.

## 임상적 의의
승모근의 기능 부전은 익상견갑(winged scapula), 특히 외측익상견갑(lateral winging), 견갑골 운동이상증(scapular dyskinesia)이라는 견갑골의 운동이나 기능 이상을 야기한다. 승모근 이상 원인은 다양하다.

### 마비
척추부신경(spinal accessory nerve) 손상으로 발생하는 승모근 마비(trapezius palsy)는 팔의 내전(adduction)과 외전(abduction)이 어려우며, 처진 어깨(drooping shoulder)와도 관련 있고, 어깨 및 목 통증과도 관련 있다. 다루기 힘든 승모근 마비는 에덴-랑게 절차(Eden-Lange procedure) 수술로 치료할 수 있다.

### 얼굴어깨팔 근위축증
승모근은 얼굴어깨팔 근위축증(facioscapulohumeral muscular dystrophy, FSHD) 환자에게서 흔히 병에 걸리는 근육이다. 하부섬유와 중간섬유가 먼저 걸리고, 상부섬유는 병 후반부까지 걸리지 않는다.

### 미발달
물리치료로 대응할 수 없는 목통증이나 견갑골 통제 저하와 관련되어서, 드물지만 승모근 미발달이나 부재가 보고되기도 한다. 승모근 부재는 폴란드증후군(Poland syndrome)과 연관하여 보고되어 왔다.

## 운동
- 상단부위(upper portion, upper part) 혹은 상단섬유(upper fiber)는 어깨 들어올리기로 발달시킬 수 있다. 숄더 쉬러그(shoulder shrug)가 있다.
- 중간부위(middle portion, middle part) 혹은 중간섬유(middle fiber)는 견갑골(shoulder blade)을 함께 모아주는 것으로 발달시킨다. 이러한 내전(adduction) 운동은 상부섬유(upper fiber)와 하부섬유(lower fiber)에도 사용한다. 최상단 부분은 목 신전(neck extension)으로 발달시킬 수 있다.
- 하단부위(lower portion, lower part) 혹은 하단섬유(lower fiber)는 양팔을 곧바로 뻣뻣하게 유지하면서 견갑골을 아래로 내리는 식으로 발달시킬 수 있다.

승모근은 삼각근(deltoid)과 회전근개(rotator cuff)와 함께 던지기(throwing)에 주로 사용된다.

## 같이 보기
- 근육
- 근육계통
- 인체 골격근 목록
- 인체 뼈 목록
- 인체 신경 목록
- 해부학 용어
  - 근육에 대한 해부학 용어
  - 운동에 대한 해부학 용어
  - 위치에 대한 해부학 용어